# Ilya Ehrenbourg
Ilya Grigorievitch Ehrenbourg (en russe : Илья́ Григо́рьевич Эренбу́рг), né le 14 janvier 1891 à Kiev (Empire russe) et mort le 31 août 1967 à Moscou (URSS), est un écrivain et journaliste russe et soviétique.
Auteur prolifique, il joua aussi un rôle important pour la propagande soviétique notamment durant la Seconde Guerre mondiale. Il contribua avec Vassili Grossman à l'élaboration du Livre noir.

## Biographie
Dès sa jeunesse, Ilya Ehrenbourg cherche à se forger une identité entre ses origines juives, ses racines russes  et son européanisme, cultivé au cours de ses séjours à Paris en 1908-1917 et 1921-1940.
Né à Kiev, ville à laquelle il reste toujours très attaché, dans une famille bourgeoise juive, Ilya Ehrenbourg est le fils de Grigori, directeur de brasserie puis entrepreneur, et de Hanna Arnstein, tous deux également natifs de Kiev. Il a trois sœurs plus âgées. Durant ses études à Moscou, il est confronté à un climat antisémite qui suscite en lui un sentiment de résignation et de révolte. Il se nourrit de lectures d'écrivains majeurs, tels Dostoïevski, Dickens, Tchekhov, Ibsen ou Zola.
Il participe aux mouvements révolutionnaires de 1905 et adhère l'année suivante au Parti ouvrier social-démocrate de Russie. Après quelques mois d'emprisonnement pour motif politique, il décide de s'exiler.
Arrivé à Paris en décembre 1908, il est immédiatement fasciné par l'atmosphère de la capitale. Quelques jours après son arrivée, il rencontre Lénine dans un bistro à Montparnasse. Il complète son éducation par des lectures et se tourne vers la poésie « qui donne un sens à sa vie pendant cette première période parisienne »,. De sa liaison avec Katia (Ekaterina) Schmidt, venue étudier la médecine, naît leur fille Irina en 1911. Il fréquente des cafés, comme La Closerie des Lilas ou La Rotonde, où se réunissent des artistes et noue des amitiés notamment avec Picasso, Modigliani, Fernand Léger ou Max Jacob. 
En 1916, il fait paraître les traductions des poèmes de François Villon qui sont devenues très populaires chez les russophones. Cette même année, il devient correspondant de guerre pour un quotidien de Petrograd. Après l'abdication du tsar en 1917, il rentre en Russie. Séparé de Katia Schmidt depuis 1914, il épouse une cousine étudiante en arts plastiques, Lioubov Mikhaïlovna Kozintseva, à Kiev le 16 août 1919.
De retour en France en 1921, les Ehrenbourg sont expulsés un mois après leur arrivée pour « propagande bolchevique ». Ils partent pour Bruxelles, puis Berlin. Cette même année, Ilya fait paraitre son roman Julio Jurenito. Jusqu'en 1927, il voyage fréquemment et écrit plusieurs romans. Au printemps 1932, il devient correspondant permanent en France des Izvestia jusqu'en avril 1939. Il écrit ses articles dans un style télégraphique qu'il affectionne, avec des phrases courtes.
Alarmé par les manifestations de ligues d’extrême droite en février 1934, Ilya Ehrenbourg joue un rôle important dans l'organisation du congrès international des écrivains pour la défense de la culture qui se tient à Paris en juin 1935. Il est membre du secrétariat de l'Association créée à l'issue du congrès et qui décide de la tenue d'un second congrès de juillet 1937 à Madrid. Il dresse ainsi le bilan : « L’Association a fait son travail : elle a aidé des écrivains et même de nombreux lecteurs à comprendre qu’une nouvelle époque commençait : non plus celle des livres, mais celle des bombes ».
Il prend part à la guerre civile espagnole comme correspondant de guerre. En 1938, il dénonce les accords de Munich, signés entre l'Allemagne nazie et plusieurs puissances occidentales. De retour en France après la défaite des républicains espagnols, il dénonce l'attitude de la France dans la drôle de guerre, ce qui lui vaut des menaces d'expulsion du territoire. Finalement, avant de rentrer en URSS en juillet 1940, il assiste à l'exode des Parisiens et à l'entrée des troupes allemandes à Paris, événements vécus douloureusement qu'il relate dans ses romans La Chute de Paris et la Tempête.
Dès le début de l'attaque allemande contre l'Union soviétique, il est engagé comme correspondant de guerre au journal l'Étoile rouge, organe officiel de l'armée. Ses articles écrits en style télégraphique, d'une « écriture austère et sobre », avec le « mot qui sonne juste » sont particulièrement appréciés par les soldats.
Membre du Comité antifasciste juif, il travaille également à la propagande soviétique et participe, avec d'autres auteurs comme Constantin Simonov, à une violente campagne anti-allemande. Son article « Tue », publié le 24 juillet 1942 quand les troupes allemandes ont profondément pénétré en territoire russe, est un des exemples les plus cités et critiqués de cette campagne,. Affirmant que « les Allemands ne sont pas des êtres humains », l'article appelle les soldats à tuer les ennemis sans pitié : « Ne disons rien. Ne nous indignons pas. Tuons. Si tu n’as pas tué un Allemand par jour, ta journée est perdue… Si tu ne tues pas l’Allemand, c’est lui qui te tuera… Si tu ne peux pas tuer un Allemand avec une balle, tue-le à la baïonnette… Si tu as tué un Allemand, tues-en un autre — à l’heure actuelle il n’est rien de plus réconfortant pour nous autres que de voir des cadavres allemands. Ne compte pas les jours, ne compte pas les kilomètres. Compte une seule chose : les Allemands que tu auras tués. Tue l’Allemand ! C’est ce que te demande ta vieille mère. L’enfant t’implore : tue l’Allemand ! Tue l’Allemand ! C’est ce que réclame ta terre natale. Frappe juste. »
Dans ce texte, la figure de l’Allemand englobe celle de l’ennemi, le même que celui rencontré pendant la guerre en Espagne, « le fasciste […] l’ennemi idéal par son statut extérieur et son antisémitisme radical ». Dans ces écrits, la modalité injonctive domine, les impératifs sont répétés, les phrases courtes incitent à l’action, à la lutte contre l’ennemi ramené à la « catégorie globalisante de l’Allemand ». L'extrémisme de ses positions lui vaut des critiques dans la Pravda en avril 1945 de la part de Gueorgui Alexandrov, responsable de la propagande au Comité central du Parti communiste. Après la Seconde Guerre mondiale, cet article souleva une polémique en Allemagne de l'Ouest.
Cependant, Ehrenbourg a toujours souligné que cette haine ne devrait frapper que les envahisseurs nazis, et non pas la nation allemande.     
Ehrenbourg part ensuite en tant que journaliste sur les pas de l'Armée rouge, dans les territoires tout juste libérés de l'occupation allemande. Là, en compagnie de Vassili Grossman, il recueille les témoignages des massacres commis par les Allemands. Leur reportage fut utilisé au procès de Nuremberg en 1945-46. La documentation recueillie était conçue au départ comme un témoignage pour l’histoire, mais aussi comme preuve sur les crimes allemands. Les documents devaient donc prendre part aux accusations que les Alliés mettaient en place contre le nazisme. Le Comité antifasciste juif décida que les témoignages et documents recueillis durant la guerre devaient être rassemblés en un volume : Le Livre noir. Il s’agissait alors aussi de garder témoignage de l’extermination et de son ampleur, de lutter contre un antisémitisme renaissant. Son élaboration fut stoppée en 1948 avec la dissolution du Comité antifasciste juif par le régime stalinien et son évolution vers un antisémitisme stigmatisant le « cosmopolitisme » supposé des Juifs russes. La découverte des épreuves corrigées par Vassili Grossman a permis la publication intégrale de l’ouvrage dans les années 1990,.
Pendant la Guerre froide, il est une des grandes figures du Mouvement de la paix.
Pendant toute la période stalinienne, il réussit à se maintenir dans une relative indépendance, tout en échappant aux purges.
Mort d'un cancer de la vessie en 1967, Ehrenbourg est enterré au cimetière de Novodevitchi. Son épouse est décédée en 1970.
Le 19 décembre 1987, le quotidien israélien Maariv annonça qu'Ehrenbourg avait légué ses archives au Mémorial de Yad Vashem, à Jérusalem, à condition que ce legs soit tenu secret pendant vingt ans après sa mort.
Ehrenbourg fut un très proche ami du poète chilien Pablo Neruda, lauréat du Prix Nobel de littérature, dont il fit la connaissance à Paris et qui lui rendit visite en Union soviétique à de multiples reprises.

## Prix et distinctions
- Chevalier de la Légion d'honneur (1945)[19]
- Ehrenbourg fut membre de la direction du Conseil mondial de la paix, et reçut à ce titre le prix Staline pour la paix en 1952.

## Publications
- Les Aventures extraordinaires de Julio Jurenito et de ses disciples, trad. Mme A. Beloff et Draga Illitch), Paris, Gallimard, 1924, 233 p.
- L'Amour de Jeanne Ney (en russe : Любовь Жанны Ней), roman, Riga, O. D. Strok, 1926, 141 p.
- La Vie de Gracchus Babeuf, trad. Madeleine Étard, Gallimard, 1929, 256 p.
- La Ruelle de Moscou, roman, trad. Y. Siderski, Paris, les Revues, 1930, 331 p.
- Dix chevaux-vapeur, trad. Madeleine Étard, Paris, éditions Les Revues, 1930. Réédition Héros-Limit, Genève, 2009  (ISBN 978 288955009-8)
- Europe, société anonyme, roman, Paris, Éditions du Tambourin, 1931, 415 p.
- Le Deuxième Jour de la création, trad. Madeleine Étard, Gallimard, 1933, 367 p.
- Hors du Chaos, 1934.
- Duhamel. Gide. Malraux. Mauriac. Morand. Romains. Unamuno vus par un écrivain d'U.R.S.S, trad. Madeleine Étard, Paris, Gallimard 1934
- Sans reprendre haleine, Gallimard, 1935[20].
- No pasaran. Scènes de la guerre civile en Espagne, trad. J.-E. Pouterman, Paris, Bureau d'éd., 1937,
- La Chute de Paris, trad. Alice Orane et Marguerite Liénard, Moscou, Éditions en langues étrangères, 1943, 567 p.
- La Tempête, roman, trad. Alice Orane et A. Roudnikov, Moscou, Éditions en langues étrangères, 1948, 790 p.
- Retour aux États-Unis, Paris, Nagel, 1947, 175 p.
- Le Neuvième flot (Lame de fond), roman, trad. Marguerite Liénard et Jean Cathala, Paris, Les Éditeurs français réunis, 1953-1954, 3 volumes
- Le Dégel, trad. Dagmar Steinova et Yvette Joye, Paris,Éditions Défense de la paix, 1954, 139 p.
- Les Années et les hommes, trad. Nathalie Reznikoff, préface d'Emmanuel d'Astier de La Vigerie, Paris, Gallimard, 1962,  331 p.
- Lazik le tumultueux, trad. Claude Kahn, Paris, J.C. Lattès, 1981, 259 p.
- Le Livre noir, avec Vassili Grossman et 38 autres auteurs, Éditions Actes Sud, 1995.
- Les gens, les années, la vie, trad. Michèle Kahn, Parangon, Paris, 2008